# Triploblàstia
La triploblàstia és una condició de la blàstula en la qual hi ha tres capes germinatives: l'ectoderma, el mesoderma i l'endoderma. Aquestes capes es formen durant la gastrulació de la blàstula. A més, el terme pot referir-se a qualsevol òvul en el qual el blastoderm es divideix en tres capes.
Els animals més simples, com els cnidaris (que inclouen les meduses, els coralls i les hidres) tenen dues capes germinatives. Fins i tot, animals encara més simples, com les esponges de mar, formalment incloses dins del fílum de les esponges de mar, no contenen autèntics teixits.